# Duni (Népal)
Pour les articles homonymes, voir Duni.
Duni (en népalais : दुनी) est un comité de développement villageois du Népal situé dans le district d'Achham. Au recensement de 2011, il comptait 2 457 habitants.